# Мария II (королева Португалии)
Мария II (порт. D. Maria II; 4 апреля 1819, Рио-де-Жанейро, Соединённое королевство Португалии, Бразилии и Алгарве — 15 ноября 1853, Лиссабон, Португалия) — глава Регентского совета с 6 марта 1826 по 26 февраля 1828, королева Португалии с 3 марта по 11 июля 1828 (1-й раз) и с 26 мая 1834 по 15 ноября 1853 (2-й раз, формально с 15 марта 1830 — Азорские острова и часть Португалии, провозглашение королевой в Лиссабоне 23 сентября 1833). Дочь короля Португалии Педру IV (императора Бразилии Педро I) и австрийской эрцгерцогини Марии Леопольдины.

## Правление
Когда в марте 1826 года умер дед Марии король Португалии Жуан VI, возникла проблема престолонаследия. Его сын Педру в 1822 году провозгласил независимость Бразилии и стал там императором Педру I. Другой его сын, Мигел, был сослан в Австрию за попытки революции против либерального правления отца. Незадолго до смерти Жуан VI назначил дочь Изабеллу Марию регентшей до момента, когда «его сын вернется в королевство», но не уточнил, какой из двух сыновей.
Отец Марии, Педру, не желал видеть на престоле брата, поэтому он предложил взаимовыгодное решение: отдать Марию замуж за Мигела, который будет регентом до её совершеннолетия. Мигел согласился, но приехав в Португалию в 1828 году, сместил Марию и провозгласил себя королём.
Мария была отправлена в июле в Англию, от которой ждали помощи против Мигела, когда же эти ожидания не оправдались, она в 1829 году снова вернулась в Рио-де-Жанейро. Сложив с себя в апреле 1831 года императорские полномочия в Бразилии и оставив престол сыну Педру II, Педру повез свою дочь в Европу, поселил её в Париже и начал с Мигелом войну, которая продолжалась три года и окончилась изгнанием последнего из Португалии в мае 1834 года. Провозглашенная королевой в Лиссабоне, 23 сентября 1833 года, Мария в 1834 году была признана совершеннолетней и после смерти своего отца, бывшего регентом, стала во главе управления страной.
В 1842 году королева Мария получила от папы римского Григория XVI Золотую розу. Это искусственная роза с лепестками из золота, которой папа римский редко и в исключительных случаях награждает католических принцесс и женщин-монархов.
Во время правления Марии произошло революционное восстание 16 мая 1846 года, но оно было сокрушено войсками роялистов 22 февраля 1847 года, и Португалия избежала переворота, какие происходили в то время в Европе.
Королева Мария да Глория умерла при родах в 1853 году. С её смертью в Португалии прекратилась династия Браганса.

## Семья и дети
В январе 1835 года, в возрасте пятнадцати лет, Мария вышла замуж за Августа, герцога Лейхтенбергского (1810—1835), сына Евгения Богарне. Через два месяца её супруг скончался.
В январе 1836 года Мария вступила в брак с Фердинандом Саксен-Кобург-Готским (1816—1885), который правил вместе с ней в качестве короля-консорта под именем Фернанду II. Выжившие дети (принадлежат уже к династии Кобург-Браганса):
- Педру V (1837—1861), король Португалии (1853—1861)
- Луиш I (1838—1889), король Португалии (1861—1889)[2]
- Жуан (1842—1861),
- Мария Анна (1843—1884), супруга Георга, короля Саксонии
- Антония Мария (1845—1913), супруга Леопольда, князя Гогенцоллерна
- Фернанду (1846—1861), умер от холеры
- Августо (1847—1889).

С момента первой беременности, в возрасте восемнадцати лет Мария II столкнулась с проблемами при родах, которые проходили очень долго и тяжело. Например, третьи роды длились 32 часа. Последняя беременность в 1853 году закончилась для королевы смертью.